# ジョゼフ・バラ
ジョゼフ・バラ（Joseph Bara、1779年7月30日 - 1793年12月7日）は、エソンヌ県パレゾーに生まれ、フランス革命期に鼓手であった少年。1793年にヴァンデ地方で起こった反革命軍との戦い（ヴァンデの反乱）において捕虜となり、王党派の兵士たちに「国王万歳！（Vive le Roi ǃ）」と叫ぶように強要されたが、彼はそれに逆らい「共和国万歳！（Vive la République ǃ）」と叫んで処刑され、共和国の英雄と称えられた。

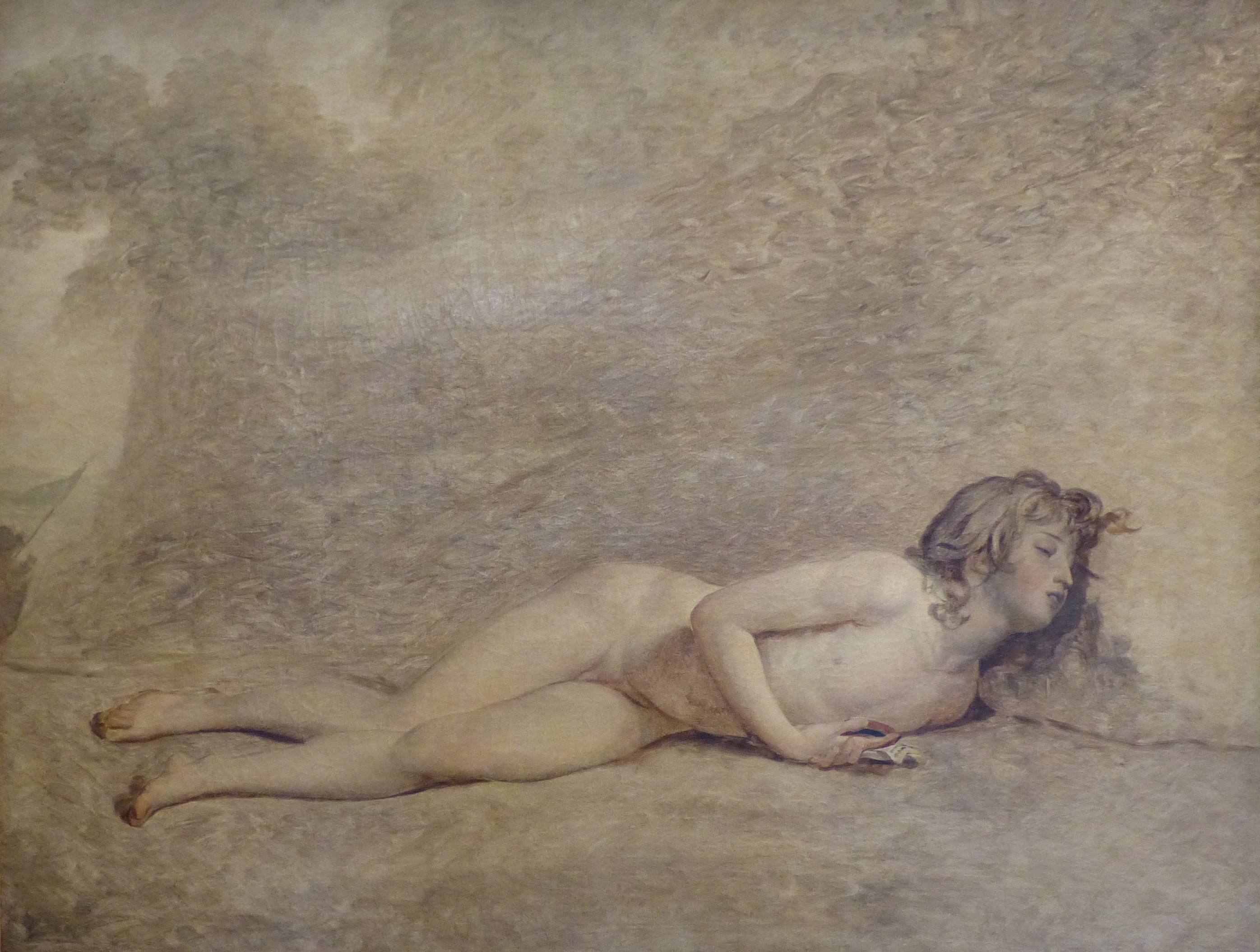
ジャック＝ルイ・ダヴィッド作《ジョゼフ・バラの死》1794年、カルヴェ美術館所蔵。

バラの死はジャコバン派のロベスピエールにとって絶好の宣伝材料となった。彼は国民公会で「国民の中に13歳の英雄がいるのはフランスだけだ。自由こそが、これほど偉大な人間を生むのだ」とバラの悲劇的・英雄的な死を称え、バラは国民公会によってパンテオンに埋葬された。
神話化されたジョゼフ・バラについて歴史的検証が行われている。